# Divadelní společnost Vltavan
Divadelní společnost Vltavan je amatérský divadelní soubor působící v Týnu nad Vltavou, navazující na tradici vltavotýnského studentského ochotnického divadla založeného v roce 1855.

## Historie souboru

### Začátky studentského ochotnického divadla (1855–1870)
Studentské ochotnické divadlo zahájilo svou činnost v roce 1855 v hostinci U Zlatého slunce za finančního přispění hraběte Schella z Koloděj a vltavotýnských občanů. Soubor měl 25 herců a 12 hereček z řad studentů i obyvatel města a hrál i německy, aby mu byla povolena čeština. Stanovy, vypracované Josefem V. Nikolauem a K. Procházkou byly v roce 1856 zaslány ke schválení zeměpanskému úřadu. Zakladatelé divadla J. Almesberger, Jos. Grimmer, J. V. Nikolau, Tom. Pavlásek, A. Piskáček, K. Procházka, Fr. Veselý a M. Železný byli prohlášeni za výbor, jenž zvolil F. Pavláska za ředitele, K. Procházku za režiséra a J. V. Nikolaua za jednatele. Roku 1856 vydával týdeník Český herec s články o své činnosti, 52 ručně psaných svazků redigoval Jan Nikolau. Od 1864 začaly spory o vlastnictví divadla mezi studenty a ochotníky z města – ti začali hrát bez studentů, kteří byli na studiích v Praze. V roce 1869 byly zničeny dekorace nevhodným uskladněním na půdě staré školy a divadelní činnost stagnovala. Do roku 1870 sehráli ochotníci celkem 48 divadelních her a jednoaktovek v režii Karla Procházky a Ladislava Waldsteina. Nejúspěšnější hrou byla Paní Marjánka, matka pluku od Josefa Kajetána Tyla. Spor mezi studenty a týnskými ochotníky o vlastnictví a pojmenování divadla byl vyřešen předáním divadla do správy města. Roku 1870 byl založen Ochotnický spolek Vltavan.

### Divadelní spolek Vltavan (1870–1920)
Stanovy spolku vypracované J. N. Bayerem byly jednohlasně přijaty na valné hromadě 11. září 1870 a schváleny výnosem c. k. místodržitelství 21. září 1870. Režijní práci začal František Bican a spolek pravidelně doplňoval divadelní archiv až do roku 1911. Režii se věnoval Petr Hanzal, Čeněk Slepička, František Mergl, Josef Hanzlík, Eduard Plaňanský, Jan Vojna, P. Josef Kačer, Václav Vurm, Jan Zelenka, Jaroslav Vojta, František Novák, Josef K. Bittl aj. Od roku 1878 se hrálo po dobu 47 let v hostinci U Chrášťanských. Od roku 1893 byl spolek členem Ústřední matice divadelních ochotníků československých. ÚMDOČ chtěla „působiti na zvýšení vzdělání a mravní zušlechtění nejširších vrstev lidových“ a odmítala, aby bylo divadlo dáváno do služeb stranicky vyhraněných politických programů. V roce 1895 byla založena Divadelní společnost, kromě divadelních představení byly pořádány maškarní plesy, večírky, výlety, založena divadelní knihovnu, vydáván humoristický časopis Smíšek (1903). V roce 1904 byl předsedou zvolen Fr. Kučera, v roce spolek 1905 inicioval vybudování památníku Matěje Kopeckého (1775–1847). V prvém padesátiletí činnosti bylo uskutečněno 188 samostatných představení s jednoduchou výpravou, hrálo se ve stejných malovaných kulisách zhotovenými místními malíři. Mimo klasiků národního obrození české autory uváděni dramatici mladší i světoví: Svoboda, Vrchlický, Krásnohorská, Viková-Kunětická, Leger, Kvapil, Preissová, Krejčí, Hilbert, Baldessari Plumlovská, Wilde, Ibsen aj. Divadelní soubor byl činný i během 1. světové války.

### Divadlo v přírodě a činnost v letech 1921–1982
Roku 1921 bylo vybudováno divadlo v přírodě, které navrhl Jan Švehla. Deset staveb na ploše 1 500 m2 vytvářelo iluzi vesnice s rychtou, hospodou, mlýnem, zámeckým pavilónem, a scénicky byly využívány selské povozy s koňskými potahy nebo jízdy dragounů. Prvním zde uvedeným představením byla hra Naši furianti Ladislava Stroupežnického. V letech 1921–1932 zde bylo odehráno 38 představení, např. Ženská vojna M. Horského, Ach, ta láska Josefa Štolby, Kolébka Aloise Jiráska, Lešetínský kovář Svatopluka Čecha. Od roku 1925 se hrálo v nově postavené budově Sokolovny a byl uspořádán Ochotnický den. Za první republiky bylo ročně uváděno 15–25 titulů, příležitostně také v plenéru. Divadlo v přírodě bylo po 15 letech zbouráno. V průběhu II. světové války se hrálo v omezeném režimu. Od roku 1954 Vltavan jako samostatný spolek zanikl a přešel k Okresnímu domu osvěty jako Dramatický soubor Vltavan. Od roku 1960 byl souborem Osvětové besedy. V 50. a 60. letech uváděl v průměru 4 hry ročně, v 70. a 80. letech se počet snížil na 2 uváděné inscenace. Přehledný seznam repertoáru zaznamenal Jan Humhej.

### Divadelní společnost Vltavan (1983–2021)
Roku 1983 bylo na počest stého výročí znovuotevření Národního divadla v Praze brigádnicky postaveno v Bedřichových sadech za pouhé dva měsíce otáčivé hlediště pro 220 diváků, druhé v Československu a třetí na světě. První zde uvedenou hrou byl Strakonický dudák Josef Kajetána Tyla. Soubor uváděl vždy jednu inscenaci ročně. V roce 1984 byl založen dětský divadelní soubor Vltavánek. V tradici vltavotýnských ochotníků pokračuje Divadelní společnost Vltavan, která má 94 členů. V roce 2014 měl soubor 70 členů. Provozuje divadelní klub postupné divadelní přípravy mladých od dvanácti let a senior klub, který připravuje svá kabaretní vystoupení. Mezi vltavotýnskými ochotníky působí celé rodiny. K nejstarším členům patří paní Vlastička Helmová, pan Jan Humhej, paní Zdena Dušková, pan Václav Michalec. Společnost zajišťuje provoz otáčivého hlediště a hraje čtyři představení v týdnu celé prázdniny. Repertoár musí být pro diváka atraktivní, zajímavý či alespoň trochu známý, divák se chce bavit nebo vidět známé kusy v novém provedení. Zdařilé bylo provedení Vrchlického hry Noc na Karlštejně, nastudované jako absolventské představení divadelního klubu a živou hudbou. Podle současného ředitele DS Vltavan Ivana Sýkory je tradice ochotnického divadla v Čechách silně zakořeněná.

## Osobnosti
- Josef Jan Nikolau (1884–?), režisér ochotnického DS Vltavan
- Jan Švehla (1890–1967), malíř, fotograf, divadelník
- Jan Humhej (1937), vedoucí Osvětové besedy v Týně nad Vltavou, vedoucí a režisér DS Vltavan
- Luděk Švehla (1952), režisér a scénograf DS Vltavan

## Ohlasy
- 2016 – Jiří Hubač: Generálka císaře Napoleona.[9] Účast na Táborské oponě, Tábor.
- 2017 – Účast na celostátní přehlídce Bechyňské Perlení a krajské přehlídce Dačické kejklování – čestné uznaní Ivanu Sýkorovi za herecký výkon v roli Napoleona, Danielu Hnátovi za režii a souboru za inscenaci a cena Gabriele Duškové za herecký výkon v roli Josefíny Pontiové – doporučení na celostátní Divadelní Piknik Volyně. Účast na celostátní přehlídce Sokolovská čurda – „Sokolovskou čurdu“ získal Luděk Švehla za roli kuchaře, soubor získal nominační certifikát pro předplatné Domu kultury na sezónu 2017/2018.
- 2018 – William Shakespeare: Zkrocení zlé ženy. Účast na celostátní přehlídce Bechyňské Perlení a krajské přehlídce Dačické kejklování – čestné uznání souboru za výběr textu, Petra Novotná za roli Kateřiny a Milan Šesták za roli Baptisty a cena Lukáš Slepička za roli Petruccia.
- 2018 - Jiří Hubač: Generálka císaře Napoleona. Účast na krajské přehlídce Horažďovice – nesoutěžní představení.
- 2018 – William Shakespeare: Bouře, režie Alexandra Bolfová. Bouře v podání JAMU Brno se hrála na otáčivém hledišti pro účastníky celostátní přehlídky Divadelní Piknik Volyně – doprovodný program.
- 2020 – premiéra inscenace Saturnin na motivy knihy Zdeňka Jirotky (úprava Jitka Melkusová a Daniel Hnát; režie Daniel Hnát), nové logo, plán na rekonstrukci otáčivého hlediště.[10]

## Galerie

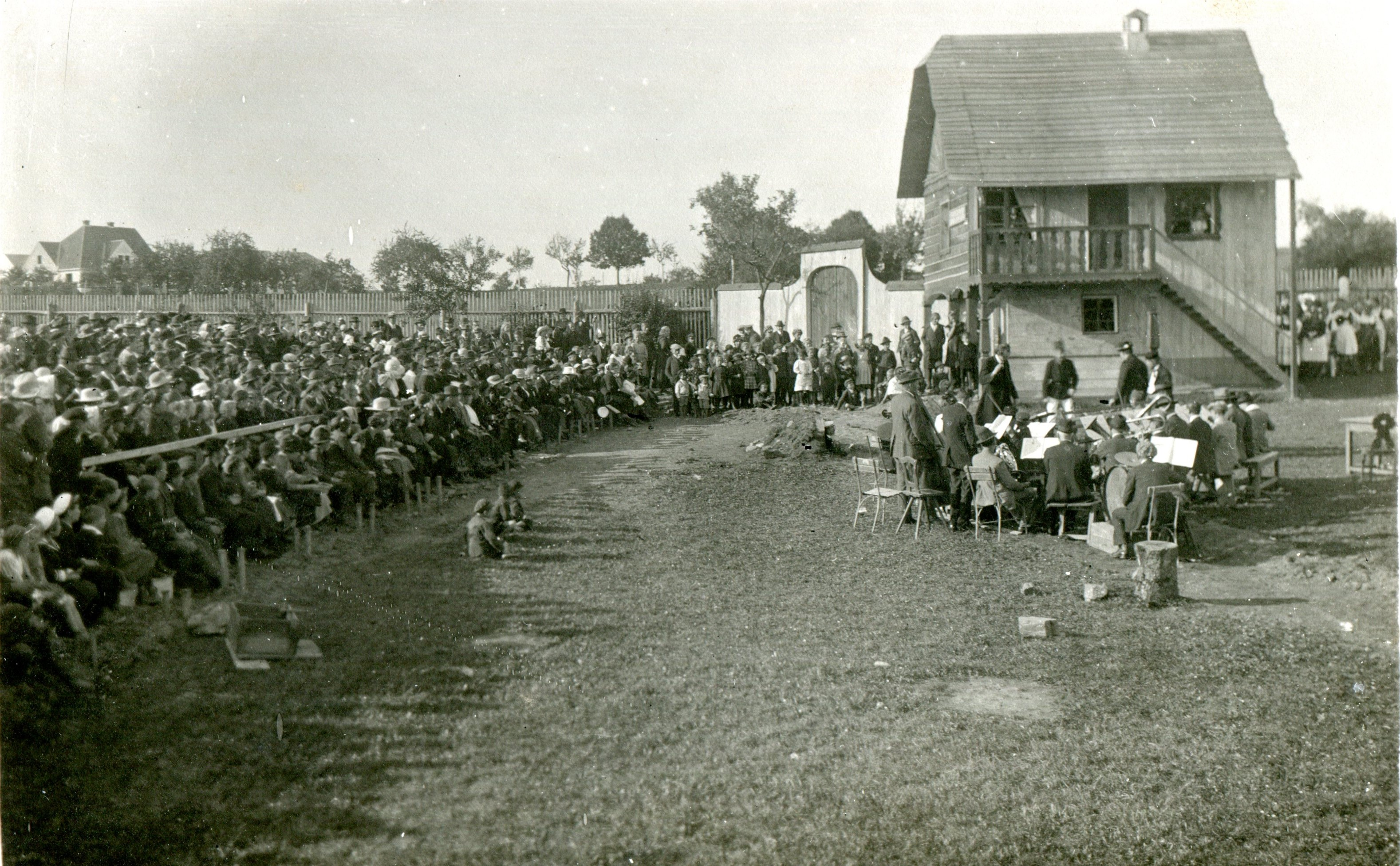
Představení Ženská vojna z roku 1922
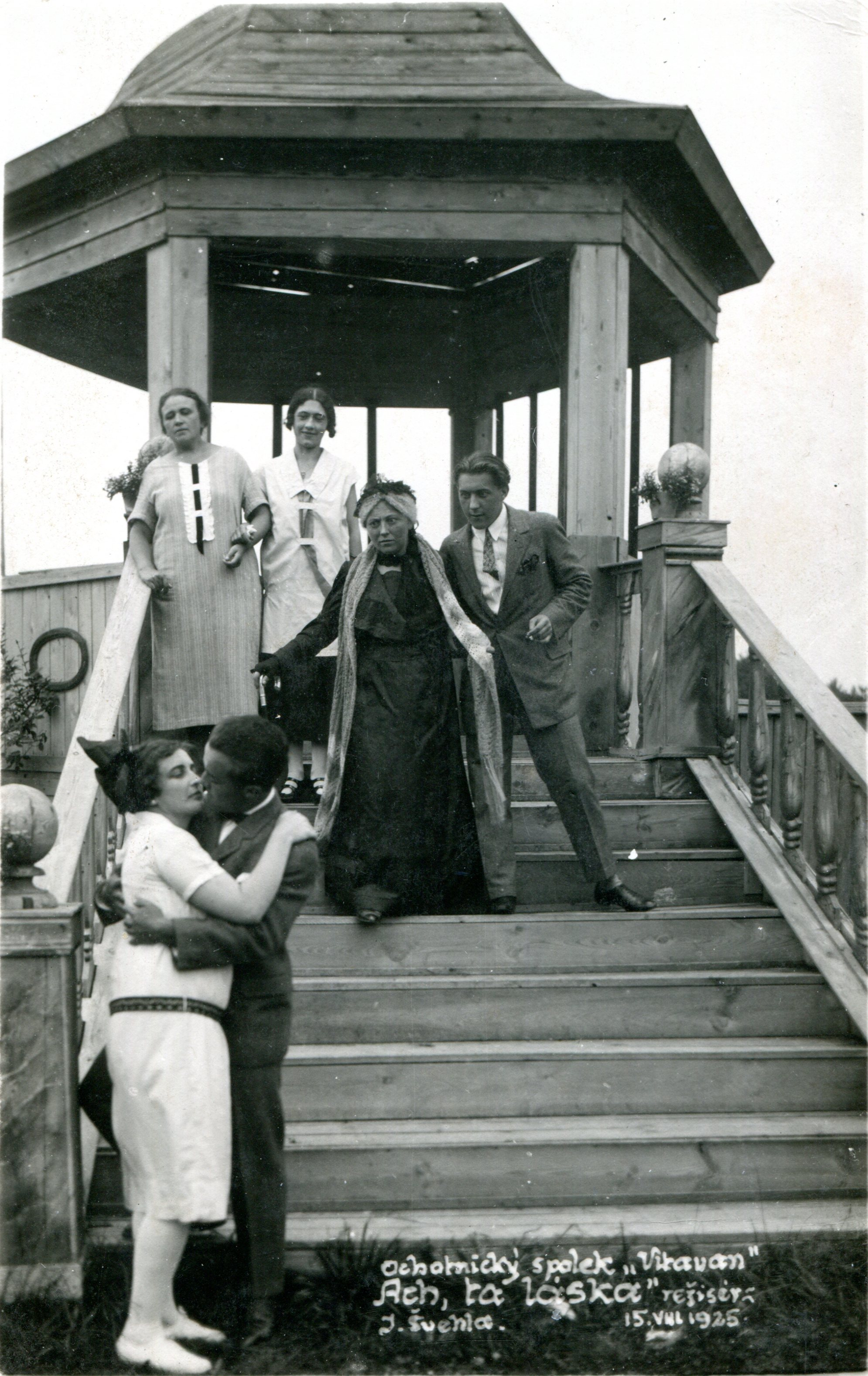
Představení Ach, ta láska, rok 1925
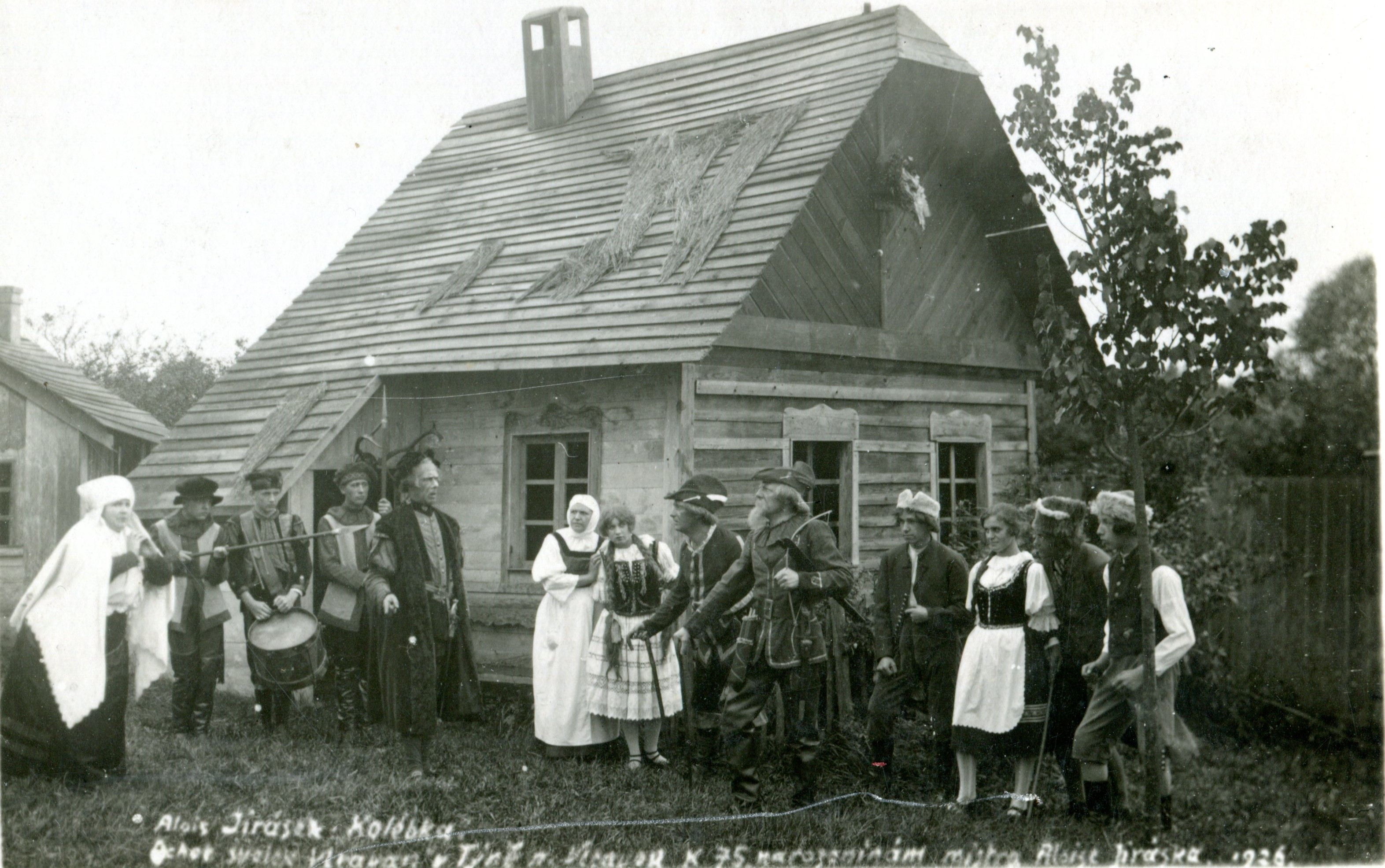
Představení Kolébka z roku 1926
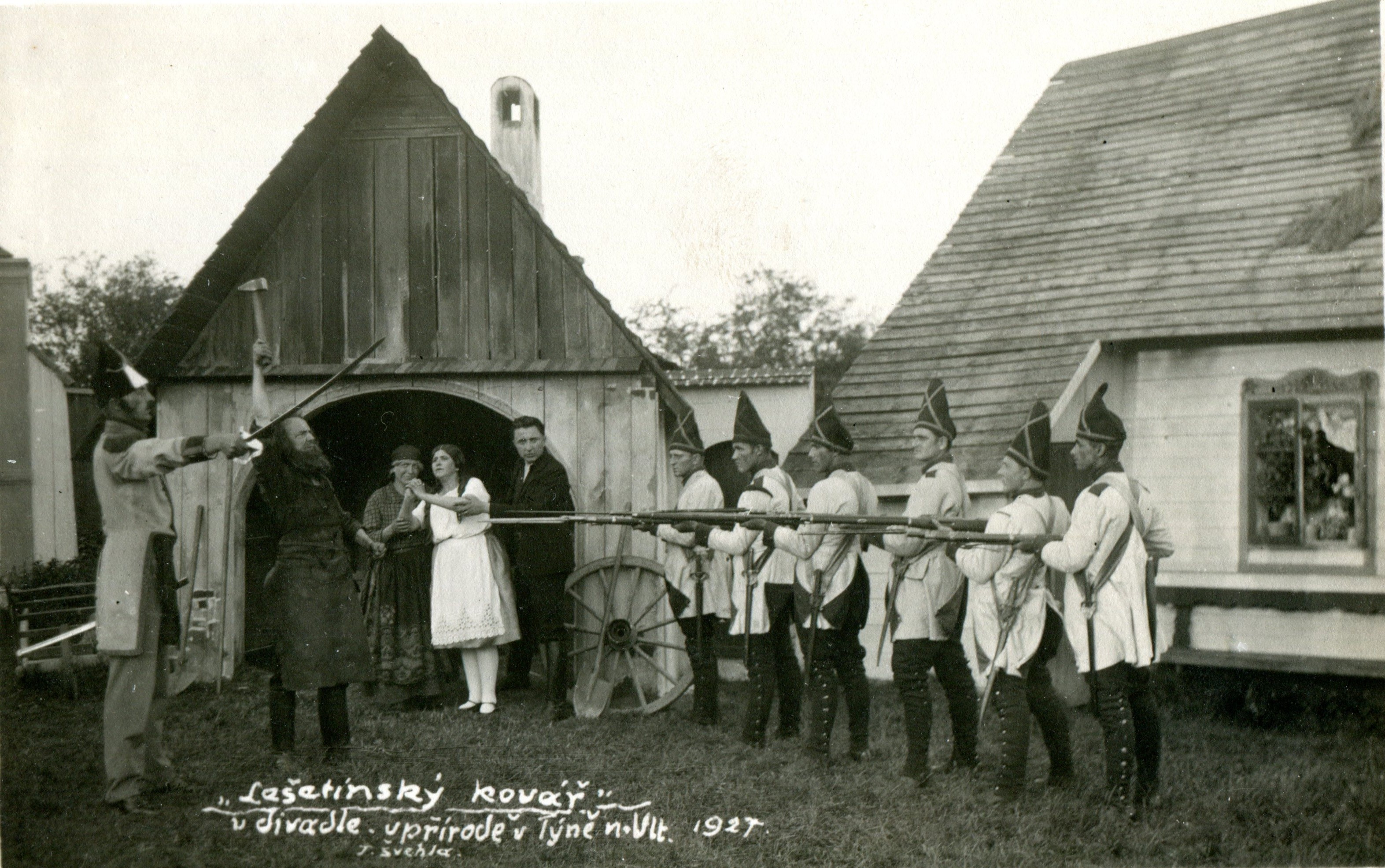
Představení Lešetínský kovář, rok 1927
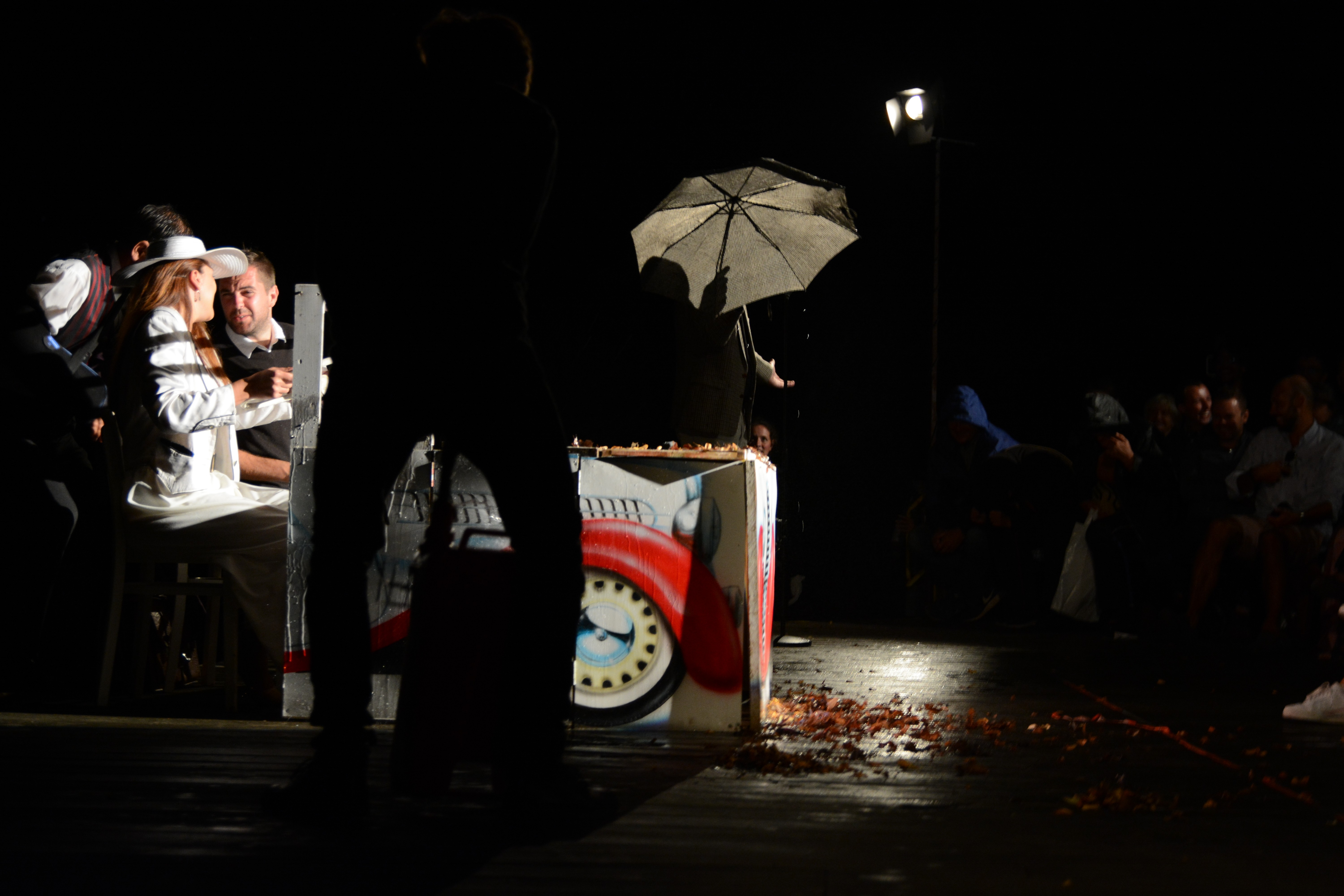
Záběr z inscenace – příjezd Barbory
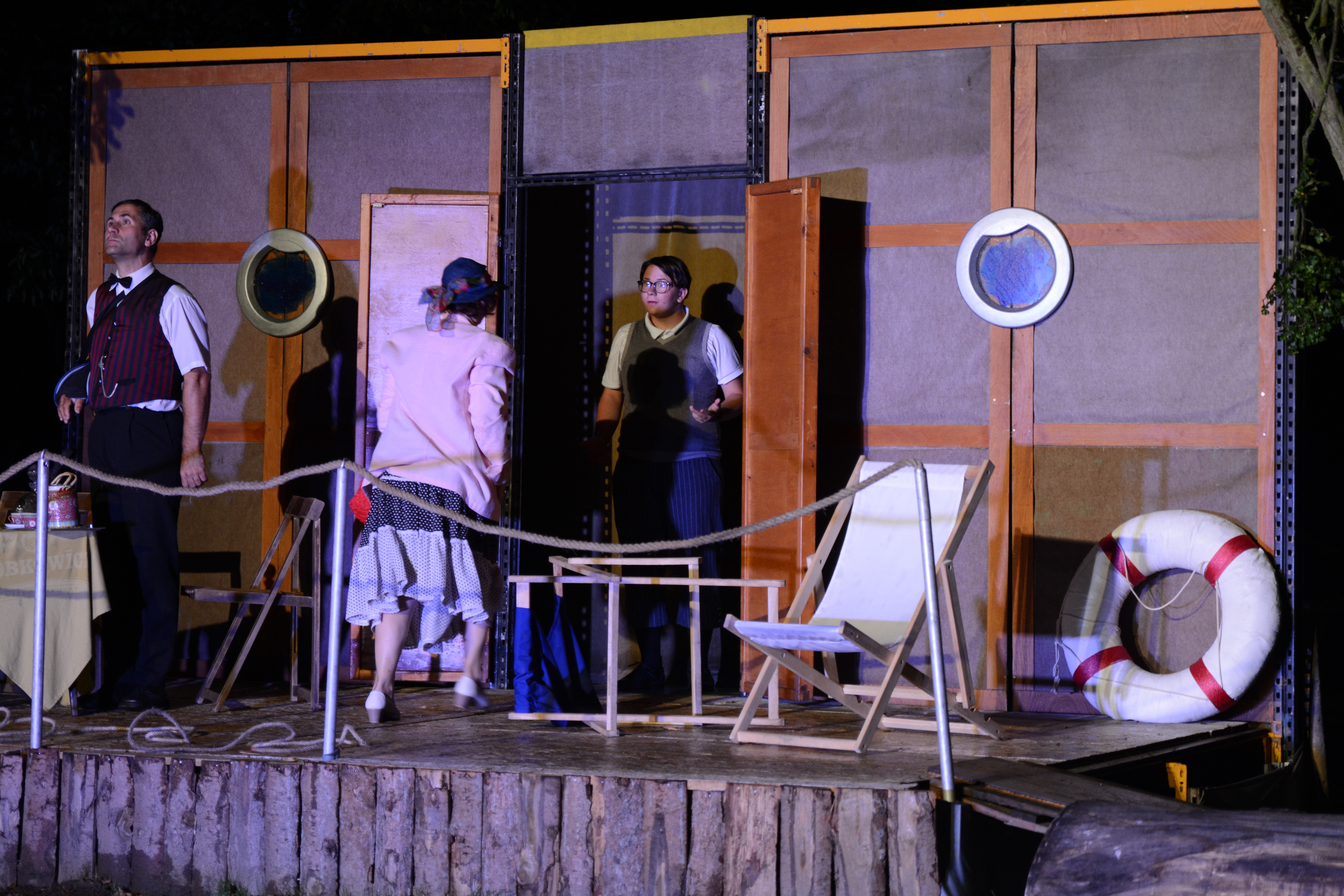
Teta Kateřina a Milouš v akci
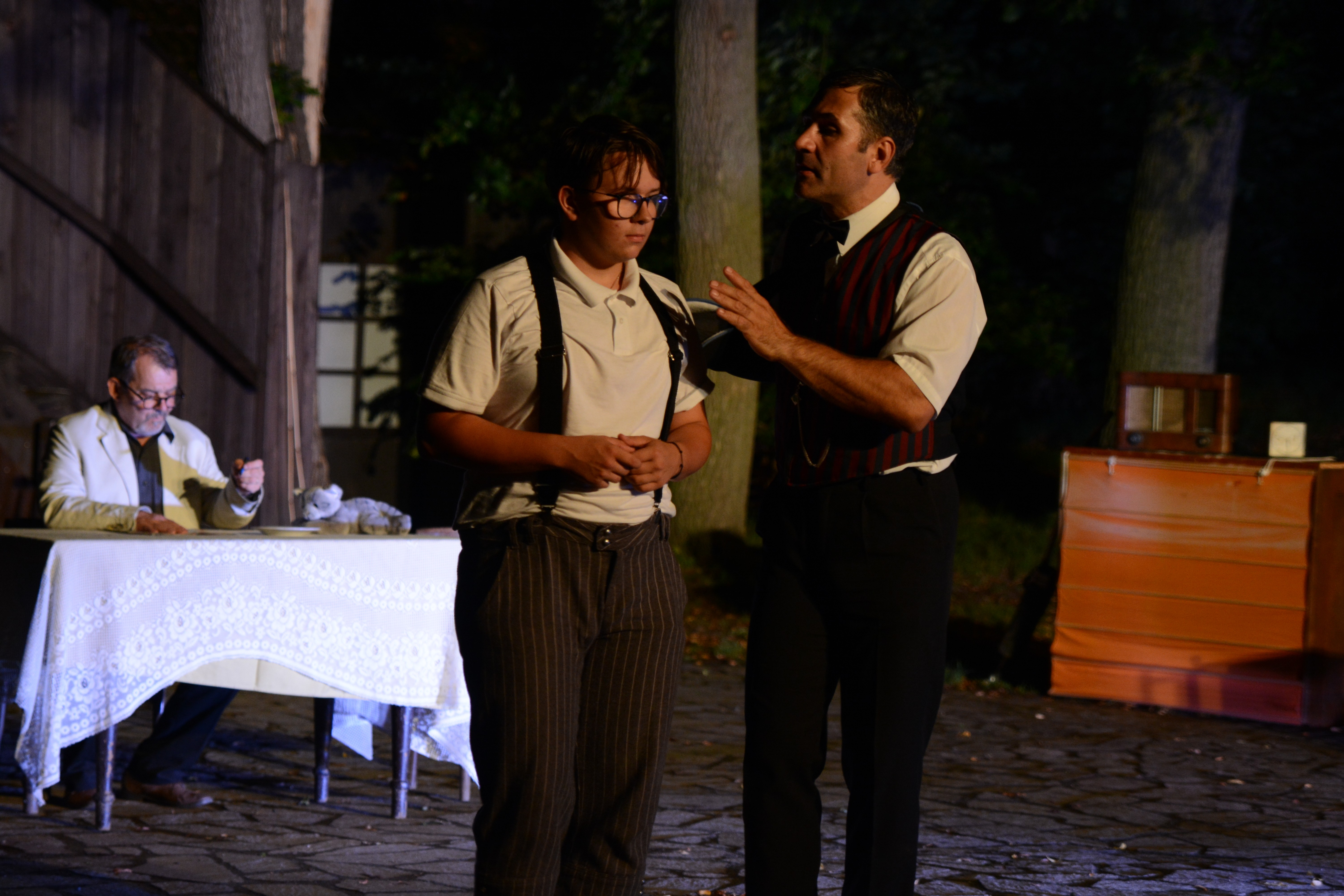
Trialog na scéně
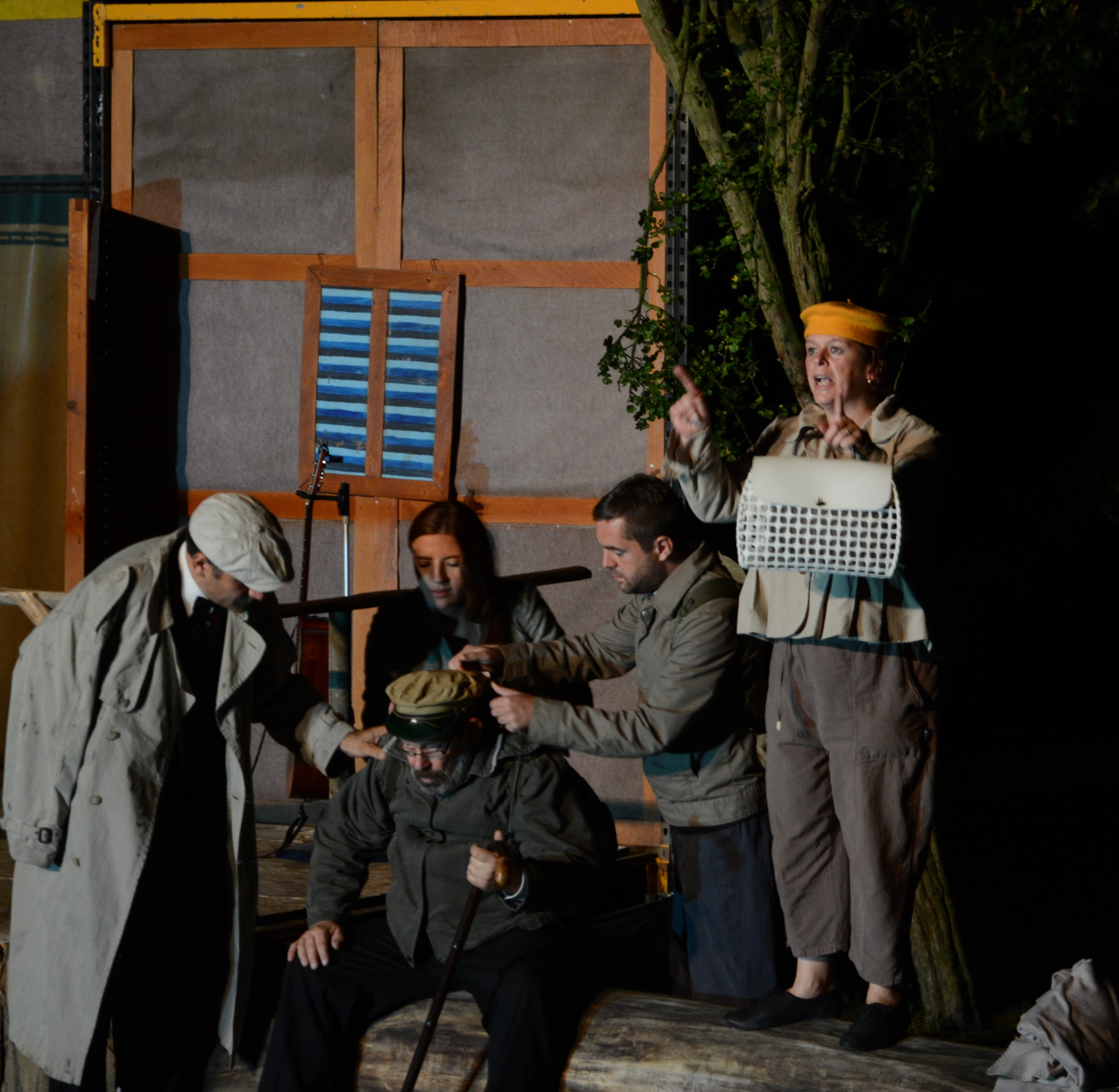
Před odchodem do bezpečí
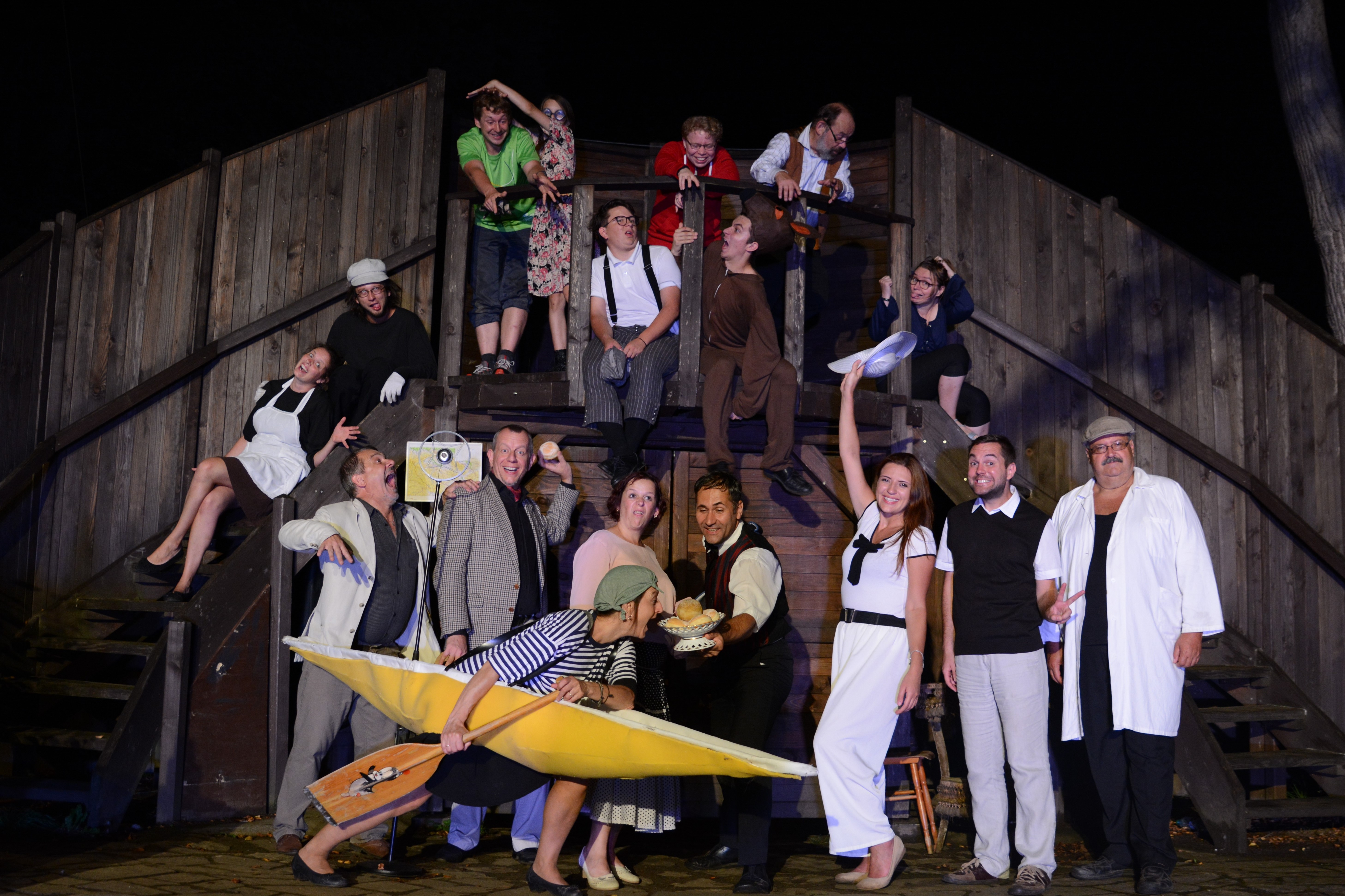
Závěrečná scéna